# Давид-Бек
Давид-Бек (арм. Դավիթ Բեկ, 1669—1728) — армянский полководец, князь и правитель, деятель армянского национально-освободительного движения, приведшего к почти полному изгнанию кызылбашских, иранских и турецких завоевателей из Восточной Армении. Один из самых выдающихся военных деятелей армянского освободительного движения XVIII века.

## Биография
Давид-бек происходил из меликов Татева области Сюник. Родился в 1669 году в меликском (княжеском) крупном селе Бахк Ковсаканского марза Сюникского гавара в аристократической армянской семье. Был вассалом Ирана, где в то время правила иранская династия Сефевидов.
В 1714 году Давид-Бек поддержал картлийского царя Вахтанга VI в его борьбе с лезгинами.
Видного военачальника князя Мхитара Давид-бек назначил спарапетом. Командирами военных отрядов стали Тер-Аветис, Парсадан, Торос, карабахские мелики — Еган-мелик Аванханян и Аван-Юз-баши Бабанян. Давид-Бек, будучи вскоре провозглашён государем независимого княжества Сюник, направился во главе объединённых войск в Чавидур, где и устроил свою резиденцию.
С 1722 по 1725 годы, при поддержке Мхитара Спарапета, Давид-Бек возглавил вооружённую борьбу армян областей Сюник и Арцах против шахского Ирана, приведшую к почти полному изгнанию кызылбашей и персов из Восточной Армении.
В 1726—1728 годах армяне под предводительством Давид-Бека боролись против турок, стремившихся захватить Закавказье. Давид-Бек со своими войсками брал одну турецкую крепость за другой. Во время осады крепости Алидзор Давид-Бек победил более чем двадцатитысячную армию османов.
Весной 1725 года большая турецкая армия оккупировала Арран и Дагестан, а затем взяла в тиски Арцах и Сюник.
После многочисленных боёв Давид-Бек укрепился со своим отрядом в крепости Алидзор. На седьмой день неравных боев армянские воины, выйдя ночью из крепости, неожиданно напали на врага, который в панике, неся большие потери, обратился в бегство.
После блестящей победы под Алидзором Давид-Бек преследует врага. Новый тяжёлый удар турки получают летом у посёлка Мегри, где вновь терпят поражение. В итоге, иранский шах Тахмасп II признал власть Давид-Бека в Сюнике и заключил с ним союз против турок.
Умер Давид-Бек в 1728 году в крепости Алидзор от продолжительной болезни.

## В культуре
В 1944 году режиссёр Амо Бек-Назарян на Ереванской киностудии снял фильм о военном деятеле, который назвал «Давид-Бек», где главную роль играет Рачия Нерсесян.
В 1978 году киностудии «Арменфильм» и «Мосфильм» выпустили в прокат фильм «Звезда надежды», снятый по мотивам исторического романа «Мхитар Спарапет» Серо Ханзадяна о героической борьбе Мхитара Спарапета и Давид-Бека. Роль Давид-Бека в фильме исполнил грузинский актёр Эдишер Магалашвили.
Опера «Давид-Бек» (1950) написана армянским композитором Арменом Тиграняном.